# Crawford-Krater
Koordinaten: 34° 43′ 0″ S, 139° 2′ 0″ O
Crawford ist ein Einschlagkrater in der Nähe von Adelaide im australischen Bundesstaat South Australia. Er hat einen Durchmesser von 8,5 Kilometer und entstand vermutlich vor mehr als 35 Millionen Jahren, also im Eozän.